# 真宗学寮
真宗学寮（しんしゅうがくりょう）は広島県広島市西区南観音にある浄土真宗本願寺派の私塾（宗教法人）。略称は「学寮」。

## 概要
1906年（明治39年）に創設。初代学頭は髙松悟峰。開校以来、授業料不要という建学の精神が受け継がれている。また真宗学寮に付属する広島仏教学院は、本山から認可を受ける、浄土真宗本願寺派僧侶および教師育成の学校。現在、真宗教団の中で私設の学徒教育の場は、この真宗学寮の他、大阪高槻市の行信教校しかない。

## 沿革

### 創設期
明治39年（1906年）5月、「真宗学寮」が創設される。髙松悟峰を学頭として西向寺内に置かれたこの私塾は、「地方で誰でも宗学が学べる研鑽道場」という理念により、無料で受講できるという体制が貫かれる。創設時の発起人および代表責任者は、高橋貫籍、大洲順道、鷲山南随、観山綜貫、青原智水、藤峯徹正、菅瀬徹照、五条尽識、細馬卓雄、藤沢大道であった。大正12年（1923年）、「広島仏教学院」が併設され本山の認可を受ける。
大正15年（1926年）南観音に移設される。この時、仏教宝章会（ほうしょうかい）（後に「真宗学寮宝章会」と改名）が設立されている。これは髙松悟峰を慕う各地の同行を中心として結成された聴聞・布教機関。聴聞誌『宝章』を毎月発行、さらに髙松悟峰らを各地に招いて出張講会などの行事が行なわれた。各地に支部が設立され、広島市内だけでなく、呉や瀬戸内島嶼（とうしょ）部、最盛期（昭和4年（1929年）頃）には山口、福岡、大分、熊本から、韓国、ブラジルにまで広がりを見せ、77支部、会員数約6300人にのぼった。昭和5年（1930年）、真宗学寮は財団法人の認可を受けた。

### 戦中・被爆・戦後の復興
戦時の経済統制下『宝章』は昭和13年（1938年）頃に廃刊、活動も全般的に制約を受ける。昭和14年（1939年）7月、髙松悟峰が逝去。藤澤教聲（きょうしょう）が学頭に就任する。しかし、昭和20年（1945年）8月6日、広島を原子爆弾が襲う。学寮の建物も半倒壊するが焼失は免れ、被爆者の救護所となった。 戦後の混乱の中、学寮と広島仏教学院の講義はほどなく再開された。昭和25年（1950年）には宝章会により『宝章』も復刊。昭和28年（1953年）の宗教法人法施行とともに、単立の宗教法人となり、新たな組織編成がなされた。
昭和32年（1957年）に講堂・寄宿舎が本格的に修復され、昭和40年（1965年）には「仏教研究会」が結成、西向寺を会場として仏教と真宗の基礎講座が開かれた。
昭和25年（1950年）に復刊していた『宝章』誌は、編集上の困難などから昭和43年（1968年）に途絶えていた。しかし昭和52年（1977年）、別冊号として再復刊、以後、年刊誌として発刊。平成18年（2006年）、創立100周年記念行事が行われる。

## 開講科目

### 真宗学寮
（朝学と夜間部とからなる。朝学は9:00―12:00 夜間部は19:00―21:00。開講日は不定期であり、講堂内にある掲示板に表示される）
- 『本典』（親鸞が著した教行信証の講読）『和讃』
- 『大経』（『仏説無量寿経』の講読）
- 『論註』『往生要集』『選択集』（親鸞が選定した七高僧のそれぞれの著作の講読）
- 『釈義大綱』（髙松悟峰著）
- 『入阿毘達磨論』

### 広島仏教学院
- 安心論題
- 真宗概論
- 三経要義
- 七祖要義
- 正信偈要義
- 和讃要義
- 仏教概論
- 各宗要義
- インド仏教史
- 中国仏教史
- 日本仏教史
- 真宗史
- 宗教学概論
- 勤式伝道関係
- 勤式作法
- 寺と教団
- 布教法

## 行事
創立記念講会（6月1日～5日）と報恩講（10月1日～5日）がおこなわれる期間中、会読（かいどく）がおこなわれる。会読とは経典などを複数人で読み、問答形式で議論し理解を深めること。問者と答者とに分かれ、向かい合って列座し、議論が深まるにつれ、順々に上座へと問答ともに交代していく。上座ほど上級者が座るのが常である。現在、同宗派で会読がなされるのは本山の安居(あんご)、行信教校の専精舎（せんしょうしゃ）など数例しかなく希少である。

## 所在地
〒733-0035広島市西区南観音2丁目8-15